# Teufen
Teufen (psáno také jako Teufen AR pro odlišení od jiných stejnojmenných sídel) je obec ve švýcarském kantonu Appenzell Ausserrhoden. Nachází se ve střední části kantonu, asi 8 kilometrů východně od Herisau, v nadmořské výšce 833 metrů. Žije zde přibližně 6 300 obyvatel. 

## Geografie
Teufen je po Herisau podle počtu obyvatel druhou největší obcí kantonu Appenzell Ausserrhoden. Skládá se z místních částí Teufen, Niederteufen a Lustmühle a sousedí s obcemi Speicher, Bühler a Stein, s okresem Schlatt-Haslen v kantonu Appenzell Innerrhoden a s městem St. Gallen. Obec leží v nadmořské výšce 800 až 1000 m. Teufen má rozlohu 1525 ha, z toho 214 ha je osídlených. Na 848 hektarech se provozuje zemědělství a 456 hektarů tvoří lesy. Zbývajících 13 hektarů tvoří neproduktivní půda.

## Historie

Teufen, vyobrazení z roku 1831

Název Teufen se poprvé objevuje v listině z roku 1272 jako Tiuffen (in der Tiefe, tedy „v hlubinách“). Před rokem 1300 bylo v Teufenu pět statků.
V roce 1377 se sedláci z Appenzellu, Urnäsche, Teufenu a Gaisu se svolením opata připojili ke Švábskému městskému spolku. Pro Teufen, který ještě neměl pečeť, ji zpečetil ammann (starosta) z Appenzellu. Medvěd jako heraldické zvíře na jeho pečeti chodil po čtyřech, jak je dosud vyobrazen na městském znaku Teufenu.
V roce 1479 byla Teufenu opatem ze St. Gallenu povolena stavba kostela. Reformace si našla cestu do Appenzellu velmi brzy a Jakob Schurtanner, který byl farářem v Teufenu, v ní sehrál důležitou roli. Po rozhodnutí Landsgemeinde z roku 1525, podle něhož se každá farnost (Kirchhöri) mohla sama rozhodnout, zda zůstane u staré víry, nebo přijme novou, byly v Teufenu odstraněny oltář a obrazy. Ke konci století se věroučné rozdíly opět vyostřily a 28. srpna 1597 vedly k rozdělení země.
V roce 1690 se v Teufenu konala poslední poprava čarodějnic v kantonu Appenzell Ausserrhoden, při které byla upálena Thrina Wetterová.
Od roku 1730 se Teufen rozvíjí jako lázně. Od té doby se zde nabízejí syrovátkové kúry a slibuje se vzduch bohatý na ozón. Z lékařských a hygienických důvodů nabývají lázně na významu v 19. století. V roce 1814 otevírá Hans Jakob Jüstrich-Frischknecht lázně ve statku. Voda pocházela ze „zemitě-slaného pramene“. Tato voda měla mít podpůrný účinek při nervové slabosti a křečích. Kvůli první světové válce přestali hosté do lázní docházet a zařízení bylo přeměněno na sanatorium pro děti s tuberkulózou. Od roku 1890 se obec Teufen díky zdravému vzduchu bohatému na ozon nazývala klimatickými lázněmi.
V roce 1776, v době rozkvětu jemného tkalcovství bavlny (mušelínu), nechal Teufen postavit nový, větší kostel od místního stavitele Hanse Ulricha Grubenmanna. V roce 1779 byl na základech prvního postaven druhý kostel. Během helvétského období byl Teufen hlavním městem stejnojmenného okresu v kantonu Säntis. Nyní měl Teufen již přes 3500 obyvatel a byl tak v té době větší, než dnešní město Winterthur. V roce 1841 nabídla obec novou honosnou budovu školy na návsi jako dar zemi jako radnici, pokud bude Teufen jmenován hlavním městem kantonu. Zemský sněm Landsgemeinde dar odmítl a získal palác landsmana Jakoba Zellwegera v Trogenu. Na oplátku získal Teufen o několik let později kantonální dělostřelecký dům, který v současnosti patří obci.
Hospodářský rozmach Teufenu byl způsoben tkalcovstvím lnu a později bavlny. Během hospodářské krize ve 30. letech 20. století však trpěla nezaměstnaností i obec Teufen. Počet obyvatel prudce klesl. Navzdory krizi se někteří občané chopili iniciativy a vybudovali koupaliště pod širým nebem.

## Obyvatelstvo

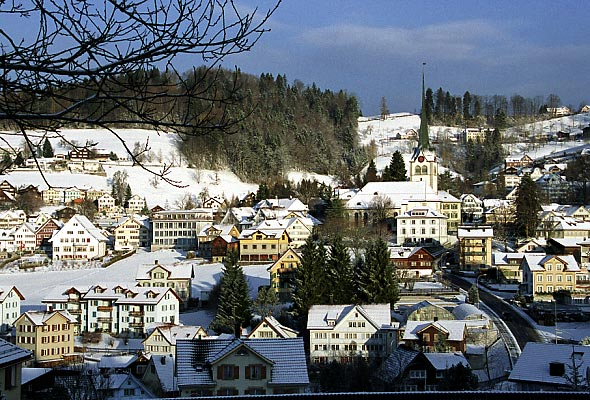
Teufen v zimě

| Rok            | 1667 | 1850 | 1870 | 1900 | 1920 | 1950 | 1980 | 2000 | 2010 | 2018 | 2022 |
| Počet obyvatel | 2070 | 4119 | 4765 | 4595 | 4726 | 4318 | 5027 | 5535 | 5763 | 6280 | 6434 |

## Hospodářství

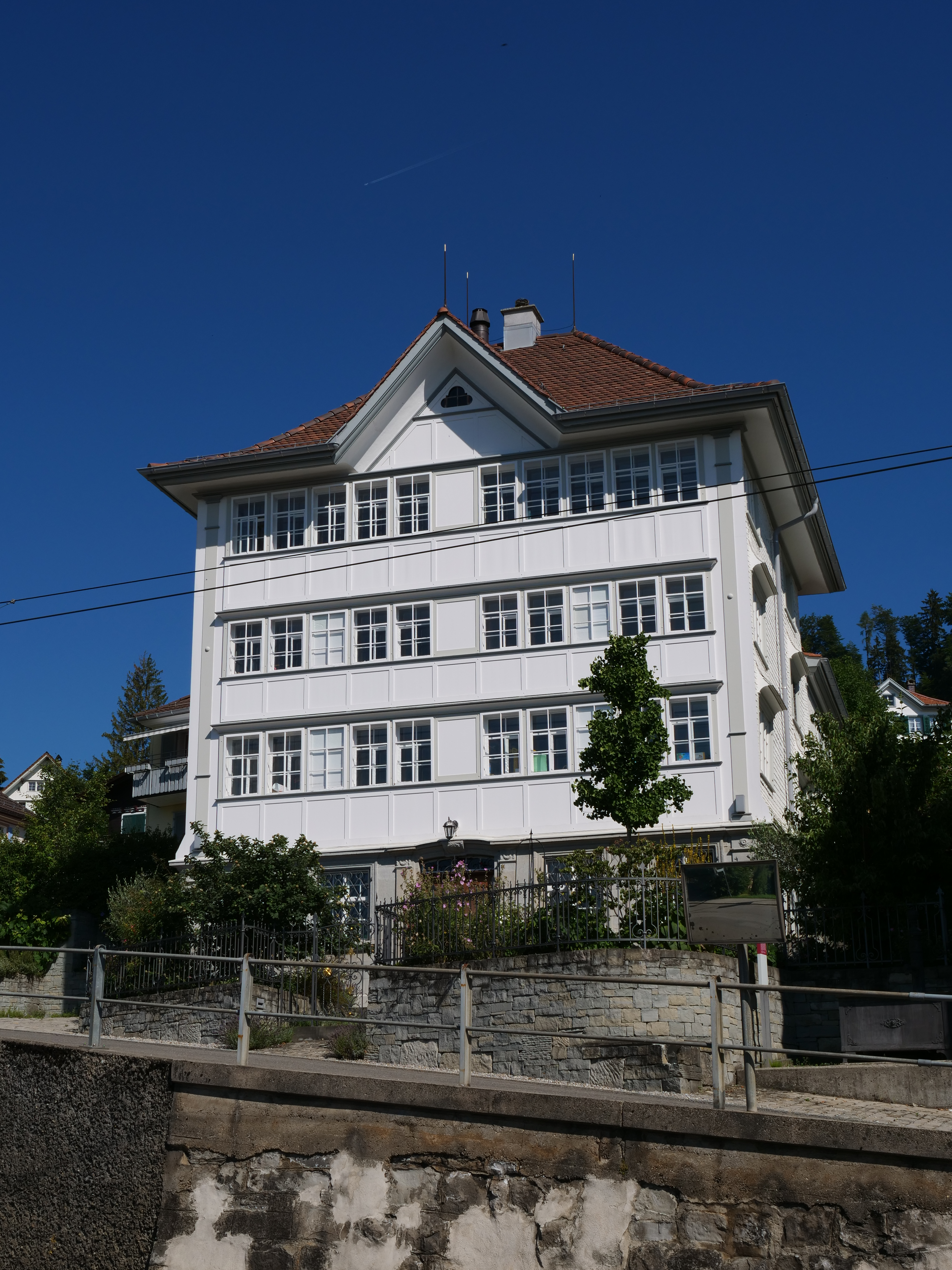
Tradiční továrnický dům v obci

Ještě na konci 16. století, při rozdělení kantonu Appenzell, byl Teufen stále považován za chudou vesnici. Od roku 1820 však Teufen patřil k nejbohatším obcím polokantonu. V polovině 18. století byly z Teufenu dodávány pískovcové bloky do St. Gallenu. Ty byly použity na stavbu tamní katedrály. Hospodářský vzestup obce však zajišťovala především jiná odvětví: mlynářství, hodinářství a textilní průmysl. Ty postupně doplnily tradiční chovy dobytka a mlékárny.
V Teufenu žily čtyři mlynářské rodiny a jedna z nich měla na utváření mlynářství v oblasti Appenzellu obzvlášť velký vliv: rodina Zürcherů. Ta je označována jako „mlynářská dynastie“. První zmínka o této rodině pochází z přelomu let 1679/1680. Zástupci rodu Zürcherů již v té době vlastnili různé mlýny ve východním Švýcarsku. Později se jejich mlýny nacházely celkem ve třinácti z dvaceti obcí Ausserrhodenu.
Byl to však především obchod s textilem, který Teufenu - stejně jako celému Appenzellu - pomohl k rozkvětu. Fasádní malba objevená v roce 2008 naznačuje, že Teufen mohl být aktivní v mezinárodním obchodu s textilem již kolem roku 1670. Existují důkazy o tom, že od roku 1720 byl v Teufenu postaven kostel a opati ze St. Gallenu objednávali hedvábné nitě z Teufenu. V roce 1760 vynalezl Johannes Gmünder z Teufenu bezešvé košile, čímž se Teufen poprvé dostal do povědomí Evropy. V té době byl Teufen výrobním místem pro textilní řemesla Trogner a Speicher, ale od roku 1780 se dokázal prosadit i v oblasti ručního vyšívání. Na počátku 19. století se v obci usadil nadprůměrný počet továrníků. Kolem roku 1820 zkonstruoval Johann Conrad Altherr z Teufenu první tkalcovský stav na saténový steh, s nímž bylo možné tkát a opatřovat látku vzory podobnými výšivkám při stejné operaci. V 50. letech 19. století byly zřízeny první ruční vyšívací stroje. Léta 1880 až 1890 jsou známá jako „zlatá léta vyšívání“. V následujících letech zažil textilní průmysl těžkou krizi, ze které se vzpamatoval jen nakrátko, aby se po první světové válce definitivně zhroutil. Na éru vyšívání upomínají honosné obchodní budovy v Eggli a četné domy vyšívaček podél ulic v Teufenu.

## Osobnosti
- Christian Gross (* 1954), švýcarský fotbalový trenér, žije v Teufenu
- Sean Tyas (* 1979), americký DJ, žije v Teufenu